# Шушуфинди
Шушуфинди (исп.  Shushufindi) — один из 7 кантонов эквадорской провинции Сукумбиос.
Площадь составляет 2463 км². Население по данным переписи 2001 года — 32 184 человек, плотность населения — 13,1 чел/км². Административный центр — одноимённый город. В административном отношении делится на 6 паррокий.

## География
Расположен в южной части провинции. Граничит с провинцией Орельяна (на юге и юго-западе), кантонами Куйабено (на востоке) и Лаго-Агрио (на севере).